# Малосмілянська сільська рада
Малосміля́нська сільська́ ра́да — адміністративно-територіальна одиниця та орган місцевого самоврядування у Смілянському районі Черкаської області. Адміністративний центр — село Мала Смілянка.

## Загальні відомості
- Населення ради: 2 469 осіб (станом на 2001 рік)

## Населені пункти
Сільській раді підпорядковані населені пункти:
- с. Мала Смілянка
- с. Миколаївка
- с-ще Холоднянське

## Склад ради
Рада складалася з 18 депутатів та голови.
- Голова ради:
- Секретар ради: Червоненко Марія Григорівна

### Керівний склад попередніх скликань
| Прізвище, ім'я, по батькові      | Основні відомості                                                          | Дата обрання | Дата звільнення |
| -------------------------------- | -------------------------------------------------------------------------- | ------------ | --------------- |
| Зарудніцький Петро Станіславович | Сільський голова, 1968 року народження, член Соціалістичної партії України | 26.03.2006   | 31.10.2010      |

Примітка: таблиця складена за даними сайту Верховної Ради України

### Депутати
За результатами місцевих виборів 2010 року депутатами ради стали:

#### За суб'єктами висування
| Суб'єкт висування      | Кількість обраних депутатів | %    |
| ---------------------- | --------------------------- | ---- |
| Самовисування          | 16                          | 88,9 |
| Аграрна партія України | 2                           | 11,1 |

#### За округами
| № округу               | Прізвище, ім'я, по батькові       | Дата визнання обраним | Освіта  | Партійна приналежність             | Відомості про обраного депутата                                                 |
| ---------------------- | --------------------------------- | --------------------- | ------- | ---------------------------------- | ------------------------------------------------------------------------------- |
| Аграрна партія України |                                   |                       |         |                                    |                                                                                 |
| 16                     | Червоненко Марія Григорівна       | 03.11.2010            | вища    | член Аграрної партії України       | Управління АПР Смілянськ РДА, головний спеціаліст                               |
| 17                     | Чернай Оксана Василівна           | 03.11.2010            | вища    | член Аграрної партії України       | Управління АПР Смілянськ РДА, провідний спеціаліст                              |
| Самовисування          |                                   |                       |         |                                    |                                                                                 |
| 1                      | Чайченко Володимир Іванович       | 03.11.2010            | середня | позапартійний                      | пенсіонер                                                                       |
| 2                      | Тимошенко Сергій Миколайович      | 03.11.2010            | середня | член Соціалістичної партії України | ПП «Арістон», водій                                                             |
| 3                      | Маланчук Ніна Іванівна            | 03.11.2010            | вища    | позапартійна                       | СПД «Барви», підприємець                                                        |
| 4                      | Бараннік Антоніна Анатоліївна     | 03.11.2010            | середня | позапартійна                       | Малосмілянський ДНЗ, помічник вихователя                                        |
| 5                      | Холоденко Ольга Михайлівна        | 02.01.2011            | вища    | позапартійна                       | ДПДГ «Еліта», бухгалтер                                                         |
| 6                      | Пономаренко Петро Михайлович      | 03.11.2010            | середня | позапартійний                      | пенсіонер                                                                       |
| 7                      | Каптенко Олена Василівна          | 02.01.2011            | середня | позапартійна                       | Миколаївська загальноосвітня школа, кухар                                       |
| 8                      | Хоменко Олександр Володимирович   | 03.11.2010            | середня | позапартійний                      | тимчасово не працює                                                             |
| 9                      | Пономаренко Іван Михайлович       | 03.11.2010            | вища    | позапартійний                      | Смілянська РДА, начальник відділу економіки                                     |
| 10                     | Холодняк Марія Федорівна          | 02.01.2011            | вища    | позапартійна                       | Миколаївська загальноосвітня школа, вчитель                                     |
| 11                     | Боговик Андрій Олександрович      | 02.01.2011            | вища    | позапартійний                      | Миколаївська загальноосвітня школа, вчитель                                     |
| 12                     | Голобродний Віктор Пилипович      | 02.01.2011            | вища    | позапартійний                      | пенсіонер                                                                       |
| 13                     | Вовк Жанна Іванівна               | 03.11.2010            | вища    | позапартійна                       | Холоднянська амбулаторія загальної практики — сімейної медицини, головний лікар |
| 14                     | Калініченко Олександр Миколайович | 03.11.2010            | вища    | позапартійний                      | Черкаський «Облдержродючість», завідувач відділу МТЗ                            |
| 15                     | Шугайло Наталія Петрівна          | 02.01.2011            | середня | позапартійна                       | ТОВ «Висот-тренд», охоронець                                                    |
| 18                     | Дахно Макар Єлисейович            | 03.11.2010            | середня | позапартійний                      | пенсіонер                                                                       |